# Spiracme quadrata
Spiracme quadrata is een spinnensoort uit de familie van de krabspinnen (Thomisidae).
De wetenschappelijke naam van de soort werd in 1988 als Xysticus quadratus gepubliceerd door L.R. Tang & Da-Xiang Song.